# زندگی گلگون من
زندگی گلگون من (کره‌ای: 장밋빛 인생) یک مجموعه تلویزیونی کره جنوبی سال ۲۰۰۵ با بازی چوی جین شیل، سون هیون-جو و لی ته-ران است. این مجموعه از ۲۴ اوت تا ۱۰ نوامبر ۲۰۰۵، روزهای چهارشنبه و پنجشنبه ساعت ۲۱:۵۵ (کی‌اس‌تی) از کی‌بی‌اس۲ برای ۲۴ قسمت پخش شد.
زندگی گلگون من یک موفقیت بود به میانگین آمار بینندگان ۳۴٫۲٪ در کل و در اوجش به ۴۷٪ رسید. این مجموعه به دومین درام کره‌ای پربیننده سال ۲۰۰۵ پس از نام من کیم سام سون است (در شبکه ام‌بی‌سی) و به پربیننده‌ترین درام کره‌ای شبکه کی‌بی‌اس در آن سال تبدیل شد.
عملکرد بازیگری چوی جین شیل در این مجموعه، بسیار مورد تحسین قرار گرفت.

## بازیگران

### اصلی
- چوی جین شیل در نقش منگ سون یی
- سون هیون-جو در نقش بان سونگ مون
- لی ته-ران در نقش منگ یونگ یی